# Przybliżenie bieguna plazmowego
Przybliżenie bieguna plazmowego (ang. Plasmon Pole Approximation, PPA) – przybliżenie funkcji dielektrycznej ekranowania oddziaływania przez gaz elektronowy zakładające, że cały efekt pochodzi od jednego wzbudzenia typu plazmonowego o częstości {\displaystyle \omega _{\mathrm {p} l},} zwanej częstością plazmową.
{\displaystyle {\frac {1}{\varepsilon (q,i\omega )}}={\frac {1}{\varepsilon _{0}}}\left(1+{\frac {\omega _{\mathrm {p} l}^{2}}{(\omega +i\delta )^{2}-\omega _{q}^{2}}}\right),}
gdzie:
{\displaystyle \varepsilon (q,i\omega )} – funkcja dielektryczna zależna od wektora falowego {\displaystyle q} oraz energii {\displaystyle \omega ,}
{\displaystyle \omega _{q}} – relacja dyspersji dla plazmonów,
{\displaystyle \delta \to 0} – mały czynnik.
W realnych przypadkach przybliżenie bieguna plazmowego sprowadza się do obliczenia funkcji dielektrycznej w przybliżeniu PPA oraz granicy {\displaystyle q\to 0} przy stałym {\displaystyle \omega .}

## Przybliżenie PPA w trzech wymiarach
W trzech wymiarach przybliżenie bieguna plazmowego ma postać
{\displaystyle \omega _{q}^{2}=\omega _{\mathrm {p} l}^{2}\left(1+{\frac {q^{2}}{\kappa ^{2}}}\right)+\left({\frac {q^{2}}{2m_{e}}}\right)^{2},}
gdzie:
{\displaystyle \kappa } jest stałą ekranowania,
{\displaystyle \omega _{\mathrm {p} l}} jest częstością plazmową,
{\displaystyle m_{e}} jest masą efektywną elektronu (zwykle przybliżenie PPA stosuje się w fizyce ciała stałego, a za masę elektronu przyjmuje się masę efektywną dla rozważanego pasma).